# Tamaria giffordensis
Tamaria giffordensis is een zeester uit de familie Ophidiasteridae.
De wetenschappelijke naam van de soort werd in 2001 gepubliceerd door Donald George McKnight.